# Луппи
Луппи (фин. Luppi) — небольшой остров в юго-восточной Финляндии, близ границы с Россией. Расположен в Финском заливе Балтийского моря, к юго-востоку от порта Котка, к северо-востоку от острова Гогланд. Административно относится к общине Котка в области Кюменлааксо.
Остров состоит из сплошной гранитной массы.

## История
Как сообщает Всеволод Петрович Мельницкий в середине XIX века на острове было несколько рыбацких изб, служащих временным пристанищем рыбакам.
На северной оконечности острова Луппи находилась Лупская башня. Башня не освещалась, была красного цвета. Высота башни составляла 35 м от основания, 61 м над уровнем моря. Башня была учреждена в 1837 году. Находилась в ведении местного гражданского начальства Выборгской губернии, а затем директора лоцманского и маячного ведомства Финляндии. Представляла собой четырёхугольную деревянную усечённую пирамиду, с флюгером на вершине. Служила для указания пути судам, идущим с моря, для входа в Роченсальм (ныне Котка), между Луппи и скалами Рейпо на западе.
В ходе советско-финляндской войны 1939—1940 гг. 3 марта 1940 года в 9 часов 29 мин советский 1-й батальон Отдельной специальной стрелковой бригады (ОССБ) занял остров Аскери и башню Луппи, а 50-й стрелковый батальон продолжал продвигаться вперёд под сильным огнём со стороны береговых батарей Ранкки и Кирконма. Береговые батареи Ранкки (2 батареи, пять 152-мм орудий) и Кирконма (четыре 254-мм орудия) относились ко 2-му отдельному артиллерийскому дивизиону береговой обороны со штабом в городе Хамина под командованием подполковника Т. Кайнулайнена. 1-й батальон ОССБ  и 50-й стрелковый батальон входили в отряд майора А. П. Рослова, наступающий с острова Гогланд на острова Хаапасаари, Кильписаари и Таммио во время отвлекающей операции морской пехоты под руководством командующего Зимней обороной Г. Т. Григорьева. В 10 ч 00 мин батальоны попали под заградительный огонь финнов со стороны островов Кирконма и Ранкки, но продолжали вести наступление, неся при этом потери. Находясь под впечатлением сильного артобстрела противника, в 14 ч 40 мин майор А. П. Рослов доложил в штаб флота, что несёт большие потери (хотя на самом деле они были незначительны), а потому отходит на остров Гогланд. К 15 часам на Гогланд стали прибывать отошедшие части морских пехотинцев. Узнав о небольших потерях отряда Рослова, командующий Зимней обороной Г. Т. Григорьев в 16 ч 45 мин приказал прекратить отход и продолжать наступление на остров Кильписаари. 50-й стрелковый батальон и 1-й батальон ОССБ полностью вернулись на Гогланд в ночь с 4 на 5 марта.